# The Trouble with Love Is
The Trouble with Love Is è un brano musicale della cantante statunitense Kelly Clarkson, pubblicato come singolo nel 2003.

## Il brano
SI tratta del terzo estratto dal primo album dell'artista Thankful. Il brano è stato scritto da Kelly Clarkson con Evan Rogers e Carl Sturken e prodotto da Rogers e Sturken.

## Il video
Il video musicale del brano è stato diretto da Bryan Barber.

## Tracce
1. Low (Video Mix) - 3:29
2. The Trouble with Love Is - 3:42
3. Respect - 2:15
4. Low (music video) - 3:28